# Jean Robitaille
Pour les articles homonymes, voir Robitaille.
Jean Robitaille (1943-) est un auteur-compositeur-interprète et arrangeur québécois, né à Montréal, au Québec.

## Biographie
Jean Robitaille débute dans le métier comme scripteur à l'émission "Les Couche-tard" et comme journaliste à La Presse. Parolier très en demande dans les années 1970, il écrit "Je t'offrirai" ("Les croissants de soleil") pour Ginette Reno en 1974 et "Pour que l'on s'aime" sur une musique de Lee Gagnon pour Nicole Martin en 1975 (titre paru sur l'album éponyme "Nicole Martin"). Il écrit de nouveau pour Ginette Reno à la fin des années 1970 et dans les années 1980 ("Quand nos corps se touchent", "À quoi ressemble le bon Dieu" et "Je suis la femme").
En 1976, il est choisi, avec le compositeur Christian Saint-Roch, par un jury présidé par Stéphane Venne afin d'écrire la chanson thème des Olympiques de cette année-là, jeux se déroulant à Montréal. La chanson s'intitule "Je t'aime" et est interprétée par la choriste Estelle Sainte-Croix,,. Plus tard, il écrit aussi pour Julie Arel ("C'est bon" et "Quand tu es là"), Suzanne Stevens ("Pour l’amour"), Emmanuëlle ("Loin des yeux loin du cœur", "C’est fou mais je t’aime" et "Avec amour"), Véronique Béliveau ("Prends-moi comme je suis", "Entre nous c’est comme ça" et "Aimer"), Sylvie Jasmin ("Un artiste"), Serge Laprade ("Quand l'amour va"), Céline Lomez ("Vol de nuit"), Morse Code ("Berceuses"), Shirley Théroux ("Amoureuse") et Martine Chevrier ("Laissez jouer les enfants"). En 1979, il enregistre un album sur lequel il chante en duo avec la chanteuse Renée Claude une chanson intitulée "Saint-Jovite" qui obtient un grand succès radiophonique. Durant les années 1980, c'est à titre de producteur des groupes UZEB et La Belle et la Bête qu'il fera sa marque.
En 1985, il participe en tant que compositeur au projet Les Yeux de la faim du collectif musical "Fondation Québec-Afrique". Sur un texte écrit par le journaliste Gil Courtemanche, Jean Robitaille compose une musique pour cette chanson dont les fonds servent à venir en aide aux enfants de l'Éthiopie affreusement touchés par la famine.
Récipiendaire du Prix Félix de l'album instrumental de l'année 1986 au gala de l'ADISQ pour son album "Un voyage en couleur", il compose aussi le thème musical de l'émission Les Beaux Dimanches à la télévision de Radio-Canada de même que ceux de la Soirée du Hockey et de l'émission Le Point. En 2004, il signe la trame sonore du film de Denise Filiatrault, "Ma vie en cinémascope", qui retrace la carrière d’Alys Robi. Il reçoit en février 2007 le Génie de la meilleure musique originale pour la trame sonore du film de Jean Beaudin, "Sans elle".
En 2009, il se fait écrivain et publie chez Libre Expression le livre "Guérir à s'en rendre malade". Il est intronisé au Panthéon des auteurs et compositeurs canadiens la même année.

## Discographie
- 1979 : Fais de beaux rêves
- 1982 : Transparence
- 1984 : Œuvres complètes (compilation)
- 1985 : Un voyage en couleur
- 1988 : Pendulum
- 1989 : Cheese
- 1991 : Vu d'en haut
- 1993 : En équilibre
- 1999 : Macaroni tout garni
- 2004 : Ma vie en cinémascope (trame sonore)
- 2005 : Hôtel Le St.James sessions

## Livres
- 1992 : Robert Thérien et Isabelle D’Amours, « Dictionnaire de la musique populaire au Québec de 1955 à 1992 » (Institut québécois de recherche sur la culture)
- 2009 : Jean Robitaille, « Guérir à s'en rendre malade » (Libre Expression)

## Prix, distinctions et nominations
- 1983 : Gala de l'ADISQ au Québec, nomination pour le Prix Félix du meilleur album instrumental de l'année 1983 pour son album Transparence paru en 1982.
- 1985 : Gala de l'ADISQ au Québec, nomination pour le Prix Félix du meilleur auteur et/ou compositeur de l'année 1985 (en tandem avec Gil Courtemanche) pour la chanson Les Yeux de la faim.
- 1986 : Gala de l'ADISQ au Québec, gagnant du Prix Félix du meilleur album instrumental de l'année 1986 pour son album Un voyage en couleur paru en 1985.
- 1988 : Gala de l'ADISQ au Québec, nomination pour le Prix Félix du meilleur album instrumental de l'année 1988 pour son album Pendulum paru la même année.
- 2007 : Prix Génie de la meilleure musique originale pour la trame sonore du film de Jean Beaudin, Sans elle.